# Lagranges identitet
Lagranges identitet, uppkallad efter Joseph Louis Lagrange, är inom algebran, sambandet 
{\displaystyle {\begin{aligned}{\biggl (}\sum _{k=1}^{n}a_{k}^{2}{\biggr )}{\biggl (}\sum _{k=1}^{n}b_{k}^{2}{\biggr )}-{\biggl (}\sum _{k=1}^{n}a_{k}b_{k}{\biggr )}^{2}&=\sum _{i=1}^{n-1}\sum _{j=i+1}^{n}(a_{i}b_{j}-a_{j}b_{i})^{2}\\&{\biggl (}={\frac {1}{2}}\sum _{i=1}^{n}\sum _{j=1,j\neq i}^{n}(a_{i}b_{j}-a_{j}b_{i})^{2}{\biggr )},\end{aligned}}}
vilket är tillämpligt på varje par av mängder {a1, a2, . . ., an} och {b1, b2, . . ., bn} av reella eller komplexa tal (eller mer generellt, element tillhörande en kommutativ ring). Identiteten är en generalisering av Brahmagupta-Fibonacci-identiteten och en särskild form av Binet–Cauchys identitet.
I en mer kompakt vektornotation, kan Lagranges identitet skrivas som
{\displaystyle \|\mathbf {a} \|^{2}\ \|\mathbf {b} \|^{2}-(\mathbf {a\cdot b} )^{2}=\sum _{1\leq i<j\leq n}\left(a_{i}b_{j}-a_{j}b_{i}\right)^{2}\ ,}
där a och b är n-dimensionella vektorer med komponenter som är reella tal. Utvidgningen till komplexa tal kräver tolkningen av skalärprodukten som en inre produkt eller som en hermitisk inre produkt. För komplexa tal kan Lagranges identitet skrivas
{\displaystyle {\biggl (}\sum _{k=1}^{n}|a_{k}|^{2}{\biggr )}{\biggl (}\sum _{k=1}^{n}|b_{k}|^{2}{\biggr )}-{\biggl |}\sum _{k=1}^{n}a_{k}b_{k}{\biggr |}^{2}=\sum _{i=1}^{n-1}\sum _{j=i+1}^{n}|a_{i}{\overline {b}}_{j}-a_{j}{\overline {b}}_{i}|^{2}}
Eftersom identitetens högerled uppenbarligen är icke-negativ, implicerar detta Cauchys olikhet för det ändligtdimensionella rummet ℝn och dess komplexa motsvarighet ℂn.

## Lagranges identitet och vektoranalys
För tre dimensioner, innebär Lagranges identitet att om a and b är vektorer i ℝ3 med längderna |a| and |b|, då kan Lagranges identitet skrivas i termer av kryssprodukt och skalärprodukt som
{\displaystyle |\mathbf {a} |^{2}|\mathbf {b} |^{2}-(\mathbf {a\cdot b} )^{2}=|\mathbf {a\times b} |^{2}}
Med begagnande av definitionen av vinkel grundad på skalärprodukt kan vänsterledet skrivas som
{\displaystyle |\mathbf {a} |^{2}|\mathbf {b} |^{2}(1-\cos ^{2}\theta )=|\mathbf {a} |^{2}|\mathbf {b} |^{2}\sin ^{2}\theta }
där θ är vinkeln som bildas av a och b.  Inom elementär geometri är det känt att arean av ett parallellogram med sidorna |a| and |b| och vinkeln θ är
{\displaystyle |\mathbf {a} |\,|\mathbf {b} |\,|\sin \theta |,}
det vill säga, Lagranges identitets vänsterled är det kvadrerade värdet av parallellogrammets area.  Kryssprodukten i högerledet definieras av
{\displaystyle \mathbf {a} \times \mathbf {b} =(a_{2}b_{3}-a_{3}b_{2})\mathbf {i} +(a_{3}b_{1}-a_{1}b_{3})\mathbf {j} +(a_{1}b_{2}-a_{2}b_{1})\mathbf {k} }
vilket är en vektor vars längd är lika med parallellogrammets area.